# Lyckantropen Themes
Lyckantropen Themes (med undertiteln Original Soundtrack For The Short Film By Steve Ericsson) är ett soundtrack-album av det norska black metal-bandet Ulver. Albumet inspelades med mobil utrustning i Oslo och Stockholm till den svenska kortfilmen Lyckantropen, skriven och regisserad av Steve Ericsson, och utgavs 2002 av skivbolaget Jester Records.
Lyckantropen Themes nominerades till Spellemannprisen 2002 i "Åpen klasse".

## Låtförteckning
1. "Theme 1" – 1:21
2. "Theme 2" – 1:37
3. "Theme 3" – 7:23
4. "Theme 4" – 2:14
5. "Theme 5" – 4:48
6. "Theme 6" – 2:41
7. "Theme 7" – 2:38
8. "Theme 8" – 4:17
9. "Theme 9" – 5;50
10. "Theme 10" – 3:44

## Medverkande
Musiker (Ulver-medlemmar)
- Trickster G. Rex (Kristoffer Rygg)
- Tore Ylwizaker (Tore Ylvisaker)
- Jørn H. Sværen

Produktion
- Ingar Hunskaar – mastering
- Trine Paulsen – omslagskonst (vinyl-utgåvan 2011)
- Kim Sølve – omslagskonst (vinyl-utgåvan 2011)